# 무코가오카유엔역
무코가오카유엔역(일본어: 向ヶ丘遊園駅→무코가오카유원역)은 일본 가나가와현 가와사키시 다마구에 위치한 오다큐 전철 오다와라선의 역이다. 역 번호는 OH 19이다.
주변 지역은 "유엔"의 약칭으로 불리기도 한다.

## 역사
- 1927년
  - 4월 1일: 이나다노보리토역(일본어: 稲田登戸駅)으로 영업 개시. 각역정차와 "직통" 정차역이 됨. 또한, 각역정차는 신주쿠역 ~ 이나다노보리토역 구간을 운행하였고, 오다와라역까지는 "직통"이라는 종별이 운행되었다.
  - 6월 14일: 무코가오카 유원 사이에 마메기차(일본어: 豆汽車) 개업.
  - 10월 15일: 급행이 설정되어 정차역이 됨.
- 1938년 10월 1일: 다치바나군 이나다정이 가와사키시와 합병하여, 이나다노보리토역은 가와사키시 내의 역이 됨.
- 1944년 11월: 태평양 전쟁의 전황 악화에 따라, 급행 운행이 중단됨.
- 1945년 6월: 과거에 신주쿠역 ~ 이나다노보리토역 구간만을 운행하는 각역정차가 전 노선에서 운행되어 "직통"이 폐지됨.
- 1946년 10월 1일: 준급이 설정되어 정차역이 됨.
- 1948년 9월: "사쿠라준급"이 설정되어 정차역이 됨.
- 1952년 12월: 급행 정차역이 됨.
- 1955년
  - 3월 25일: 통근급행이 설정되어 정차역이 됨.
  - 4월 1일: 무코가오카유엔역으로 역명 변경.
- 1960년 3월 25일: 통근준급이 설정되어 정차역이 됨.
- 1964년 11월 5일: 쾌속준급이 설정되어 정차역이 됨.
- 1965년: 무코가오카 유원 사이의 마메기차 폐지.
- 1966년
  - 4월 23일: 무코가오카 유원 모노레일의 전 노선(당역 ~ 무코가오카유원정문역)이 개업.
  - 6월 1일: 오다큐 로맨스카 사용 특급 "하코네호"가 설정되어, 정차역이 됨.
- 1972년 4월 1일: 가와사키시의 정령 지정 도시 이행으로 다마구 내의 역이 되고, 동구 관공서가 무코가오카유엔역 북쭉 출입구에 설치됨.
- 2000년 2월 13일: 무코가오카 유원 모노레일 전 노선 휴지.
- 2001년 2월 1일: 무코가오카 유원 모노레일 전 노선 폐지.
- 2002년
  - 3월 23일: 다마급행이 설정되는데 통과역으로 쇼난급행이 설정되어 정차역이 됨.
  - 3월 31일: 무코가오카 유원이 폐원.
- 2004년 12월 11일: "구간준급"이 설정되어 정차역이 되고 쇼난급행은 당역을 통과하는 쾌속급행 설정으로 폐지.
- 2011년 9월 2일: 접근 멜로디 사용 개시.
- 2014년 10월 30일: 정오 무렵, 서쪽으로 남북자유통로가 완성되어 공용 개시. 동시에 무코가오카 유원 1호 건널목의 공용 종료.
- 2016년 3월 26일: 낮 시간대의 다마급행 열차는 급행으로 운전되도록 되어, 도쿄 메트로 지요다선과 JR 조반선으로의 직통 열차가 일중에도 정차하게 됨. 또한, 평일 저녁에서 야간 시간대에 도쿄 메트로 지요다선에 직통하는 준급행이 1시간쯤 1여편 설정되고 평일 저녁 시간대도 도쿄 메트로 지요다선과 직통 열차가 정차하게 되어 구간 준급이 폐지됨.

## 역 구조
섬식 승강장 2면 4선의 지상역에서 대피가 가능하다. 역의 오다와라 방향에 인상선이 있고 회송 열차가 존재한다. 이 입환선에서 직진하면 급행선 3번 플랫폼의 입환선에서 왼쪽으로 분기하는 완행선의 4번 플랫폼이다. 상행 본선에서는 직진하면 인상선에서 4번 선을 향한 선로에 합류하고 오른쪽으로 분기하면 인상선에서 3번 플랫폼을 향한 선로에 합류하는 구조이다. 이 구조로 상행 열차가 3번 플랫폼에 진입할 때는 분기기 속도 제한을 받기 때문에 당역에 정차하지 않는 특급 로망스카와 쾌속급행은 저속으로 통과한다.
2009년 3월, 히가시키타자와 ~ 이즈미타마카와 구간의 복복선 공사 등과 관련하여 옆의 노보리토역과 수송력 증강을 위한 상행선을 2선에 선을 증가하여 3선화를 완료했다. 이 3선화는 "상행선에서는 복복선과 같은 효과가 있다"라고 홍보되고 있다. 완성 후 상행 열차는 상술한대로 당역 앞의 분기기에서 급행선(3번 승강장)과 완행선(4번 승강장)에 편성되면서 일부 열차를 제외하고 완급 접속은 옆의 노보리토 역에서 실시하게 되었다.
이에 앞서, 2007년 9월 8일부터 9월 9일까지 노보리토 ~ 당역 구간에 선로 전환 공사가 이루어졌다. 이로써, 하행선 승강장의 일부 위치가 변경된 승강장의 형상에도 개편된 곳이 있다.

### 타는 곳
| 번호 | 노선       | 방향          | 방면                                 |
| ---- | ---------- | ------------- | ------------------------------------ |
| 1·2  | 오다와라선 | 하행          | 오다와라 · 가타세에노시마 방면       |
| 3    | 오다와라선 | 상행 (급행선) | 신주쿠 · 지요다선 · 조반 완행선 방면 |
| 4    | 오다와라선 | 상행 (완행선) | 신주쿠 · 지요다선 · 조반 완행선 방면 |

※하행의 우메가오카 ~ 노보리토역 구간은 상행의 무코가오카유엔 ~ 우메가오카역 구간의 급행선 및 완행선을 원칙으로서 이하의 거리를 구분하여 사용하고 있다.

## 역 주변

### 북쪽
- 가와사키시 다마구 종합 청사(다마구청) - 도보 5분
- 다마 경찰서 - 도보 10분
- 가와사키시 다마 소방서 - 도보 10분
- 노보리토 우체국 - 유초 은행 노보리토점 병설
- 요코하마 은행 노보리토 지점
- 무코가오카유엔 도큐 스토어 - 도보 1분
- 가와사키시립 노보리토 초등학교 - 도보 12분
- 마루야마 교본청 - 도보 5분

### 남쪽
- 센슈 대학 이쿠타 캠퍼스 - 도보 14분
- 메이지 대학 이쿠타 캠퍼스 - 도보 20분
- 이쿠타 녹지
  - 가와사키시 오카모토 미술관
  - 가와사키시립 일본 민가원
  - 가와사키시립 청소년 과학관
  - 가와사키시 후지코 F. 후지오 뮤지엄
- 다이에 무코가오카점(도보 3분-위키 피디아의 이 항목에 의한)
- 슈퍼 라이프
- TSUTAYA 무코가오카유엔지점
- 미즈호 은행 무코가오카 지점
- 가와사키 녹지 이쿠타 국제 골프장

## 사진

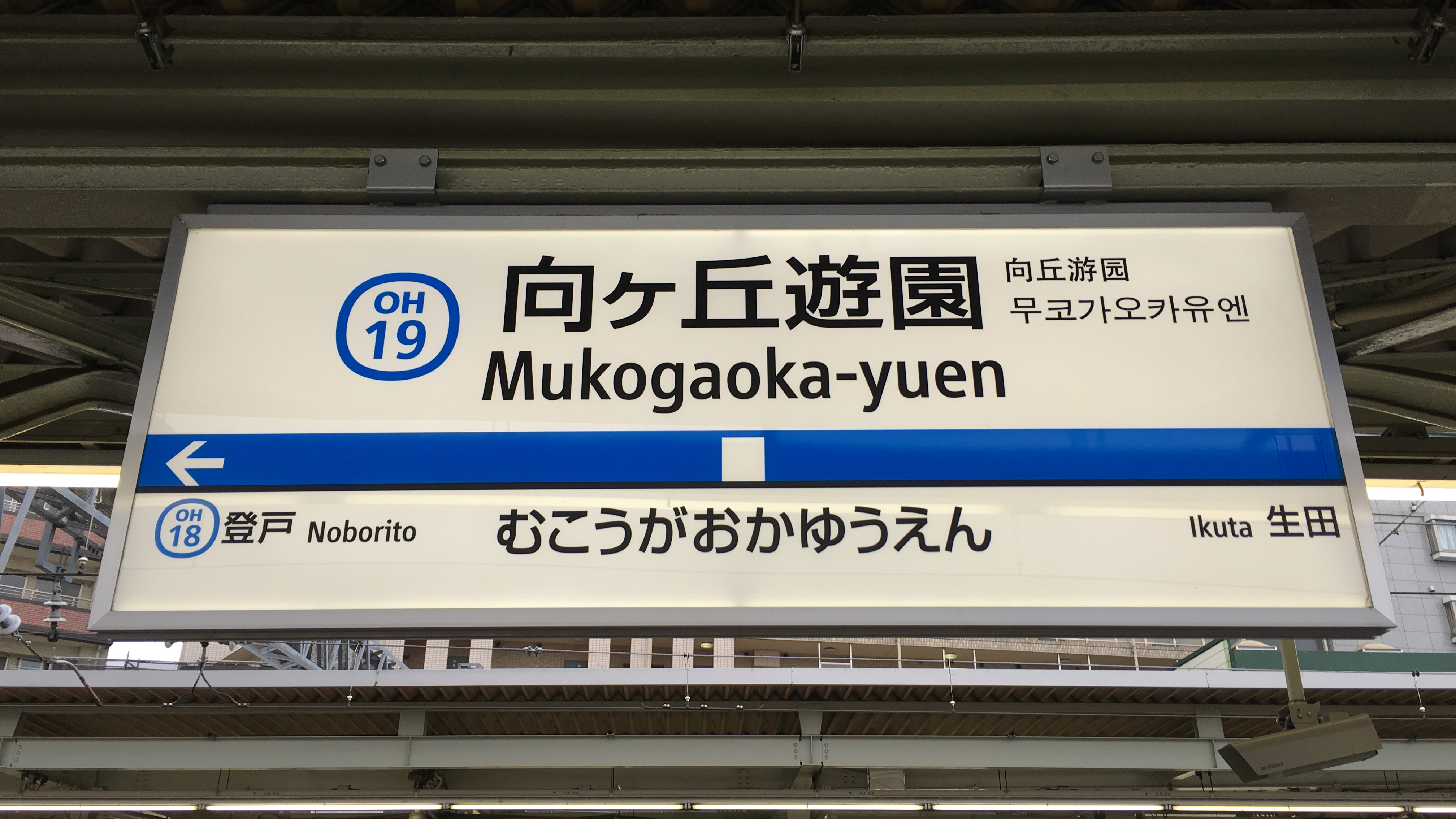
역명판

## 인접역
| 오다큐 오다와라선                  | 오다큐 오다와라선 | 오다큐 오다와라선                           |
| ---------------------------------- | ----------------- | ------------------------------------------- |
| (무정차통과)                       | ■ 쾌속급행        | (무정차통과)                                |
| OH 14 세이조가쿠엔마에 신주쿠 방면 | □ 통근급행        | 신유리가오카 OH 23 (하행 열차 없음)         |
| OH 18 노보리토 신주쿠 방면         | ■ 급행            | 신유리가오카 OH 23 후지사와 · 오다와라 방면 |
| OH 18 노보리토 아야세 방면         | □ 통근준급        | 이쿠타 OH 20 (하행 열차 없음)               |
| OH 18 노보리토 아야세 방면         | ■ 준급            | 이쿠타 OH 20 오다와라 방면                  |
| OH 18 노보리토 신주쿠 방면         | ■ 각역정차        | 이쿠타 OH 20 후지사와 · 오다와라 방면       |